# Godzilla (película de 1954)
Godzilla (ゴジラ Gōjira?), estrenada en España como Japón bajo el terror del monstruo, es una película japonesa  de 1954 de los géneros de ciencia ficción y terror dirigida por Ishiro Honda, con efectos especiales a cargo de Eiji Tsuburaya. Producida y distribuida por Toho Company Ltd., fue la primera de muchas películas de kaijū que se producirían en Japón, en muchas de las cuales el protagonista es Godzilla. Está protagonizada por Akira Takarada, Momoko Kōchi, Akihiko Hirata y Takashi Shimura, con Haruo Nakajima y Katsumi Tezuka como Godzilla. En la película, las autoridades japonesas se enfrentan a la aparición repentina de un monstruo gigante, cuyos ataques provocan temores de un holocausto nuclear en el Japón de la posguerra.
Godzilla entró en producción después de que fracasara una coproducción entre Japón e Indonesia. Tsuburaya propuso originalmente un pulpo gigante antes de que los realizadores se decidieran por una criatura inspirada en un dinosaurio. Godzilla fue pionera en una forma de efectos especiales llamada suitmation, en la que un especialista en acrobacias con traje interactúa con decorados en miniatura. El rodaje principal duró cincuenta y un días y la fotografía de efectos especiales duró setenta y un días.
Godzilla se estrenó en Nagoya el 27 de octubre de 1954, y recibió un estreno nacional en Japón el 3 de noviembre; recibió críticas mixtas, pero fue un éxito de taquilla y ganó el premio de la Asociación de Cine Japonés a los mejores efectos especiales. La película recaudó 183 millones de yenes en alquileres de distribuidores, lo que la convirtió en la octava película japonesa más taquillera de ese año. En 1956, una versión «americanizada» muy reeditada titulada Godzilla, King of the Monsters! se estrenó en Estados Unidos.
La película fue seguida por una secuela, Godzilla Raids Again (1955), que generó una franquicia multimedia que fue reconocida por Guinness World Records como la franquicia cinematográfica de mayor duración en la historia. El personaje de Godzilla se ha convertido desde entonces en un icono de la cultura popular internacional. A la película y a Tsuburaya se les atribuye en gran medida el mérito de establecer el modelo para los medios tokusatsu. La película recibió una nueva valoración en años posteriores y desde entonces se la ha considerado una de las mejores películas de monstruos.

## Argumento
Cerca de la isla de Odo, el barco de pesca japonés Eiko-Maru es atacado por un relámpago que surge del agua y se hunde. El bote de rescate Bingo-Maru es enviado para investigar el accidente, pero sufre el mismo destino. Se envía un tercer barco para investigar el suceso, encuentra algunos supervivientes, y al igual que los otros dos barcos, se hunde. Mientras tanto, los pescadores en la isla de Odo no logran capturar peces; a lo que un anciano culpa a Godzilla, una legendaria criatura marina a la que los nativos sacrificaban muchachas para evitar que atacara la aldea. Llegando en helicóptero a investigar, los reporteros se muestran escépticos ante los nativos de la isla, quienes realizan un exorcismo con la esperanza de que Godzilla no vuelva a atacar. Esa noche, una tormenta llega y un monstruo oscuro emerge brevemente y arrasa con veinte casas de la aldea, mata a nueve aldeanos y veinte cabezas de ganado.
Al día siguiente, los testigos van a denunciar al Edificio de la Dieta en Tokio. Tras consultar la opinión del paleontólogo Dr. Kyohei Yamane, el gobierno lo envía para dirigir una investigación en la isla, donde encuentra huellas gigantes contaminadas con radiactividad junto con un trilobite. Suena la campana alertando a los aldeanos, quienes se apresuran a las colinas para ver al monstruo. Repentinamente, el monstruo emerge de la colina y espanta a los pobladores antes de regresar al océano. Yamane presenta sus hallazgos ante Tokio, estima que Godzilla es un dinosaurio de cincuenta metros de altura y, mostrando que el sedimento que dejó el monstruo contenía una cantidad masiva de estroncio-90, concluye que habría sido perturbado por pruebas submarinas con bombas de hidrógeno. La presentación de Yamane provoca un debate dentro de la Dieta sobre si alertar o no a la población sobre el monstruo.
Después de que 17 barcos se perdieran en el mar, se forma una flota anti-Godzilla y manda diez fragatas con bombas de profundidad para matar al monstruo. Sin embargo, Godzilla sobrevive al ataque y aparece brevemente en la bahía de Tokio, por lo que el gobierno le pide a Yamane ideas para matar al monstruo, pero él se opone y, admitiendo que Godzilla es invencible, quiere que sea estudiado. La hija de Yamane, Emiko, decide romper su compromiso acordado con el colega de su padre, el Dr. Daisuke Serizawa, debido a que está enamorada de Hideto Ogata, un rescatista marino. Cuando un periodista llega a pedir una entrevista con Serizawa, Emiko acompaña al reportero a su laboratorio. Tras negarse a revelar su reciente trabajo al periodista, Serizawa le da a Emiko una demostración de su reciente proyecto con la condición de que lo mantenga en secreto. La demostración la horroriza y Emiko se va sin mencionar el compromiso. Esa noche, Godzilla emerge de la bahía de Tokio, ataca un tren de pasajeros en Shinagawa antes de regresar al mar.
Tras consultar a expertos internacionales, las Fuerzas de Autodefensa de Japón (FADJ) construyen una valla electrificada de treinta metros de alto a lo largo de la costa de Tokio que le propinará una descarga de cincuenta mil voltios a Godzilla. Consternado porque no hay ningún plan para estudiar a Godzilla por su resistencia a la radiación, Yamane regresa a casa, donde Emiko y Ogata lo esperan con la esperanza de obtener su consentimiento para casarse. Cuando Ogata entra en desacuerdo con Yamane, argumentando que la amenaza que representa Godzilla supera cualquier beneficio potencial de estudiar al monstruo, Yamane le dice que se vaya. Godzilla resurge, rompe la valla con su aliento atómico y se dirige a destruir Tokio, dejando a la ciudad en un mar de fuego. Luego de que la FADJ lo atacara con artillería pesada, tanques y jets de combate, Godzilla vadea y regresa al océano.
A la mañana siguiente, los hospitales y refugios se encuentran repletos de víctimas y muertos, con algunos sobrevivientes expuestos a grandes dosis de radiación. Angustiada por la devastación, Emiko le cuenta a Ogata el oscuro secreto de Serizawa: un arma llamada el Destructor de oxígeno que desintegra los átomos de oxígeno y provoca que los organismos mueran por descomposición asfixiante. Al ir a consultarle para usar el arma, Serizawa se rehúsa y se pelea con Ogata hasta herirlo. Ogata intenta convencerlo, pero Serizawa le explica su temor a que si se usara, las superpotencias de seguro lo utilizaran como superarma. Se emite en el televisor un programa mostrando la devastación provocada por Godzilla junto a un coro estudiantil femenino cantando por la paz, convenciendo a Serizawa a usar el Destructor de oxígeno por única vez. Mientras Serizawa quema sus anotaciones, Emiko rompe en llanto.
Al día siguiente, una nave de la marina localiza con un contador Geiger a Godzilla en la bahía de Tokio y manda a Ogata a plantar el Destructor de oxígeno. Serizawa se ofrece a acompañarlo para ver que el dispositivo sea usado correctamente. Los dos en traje de buzo descienden y encuentran a Godzilla. Serizawa manda a Ogata a la superficie, activa el dispositivo y corta su suministro de aire, llevándose consigo el secreto del Destructor de oxígeno. Un Godzilla agonizante emerge, da un rugido final, y se desintegra en el océano. La tripulación a bordo lamenta el sacrificio de Serizawa, con Yamane reflexionando de que si se sigue con pruebas nucleares, es posible que otro Godzilla vuelva a resurgir.

## Reparto

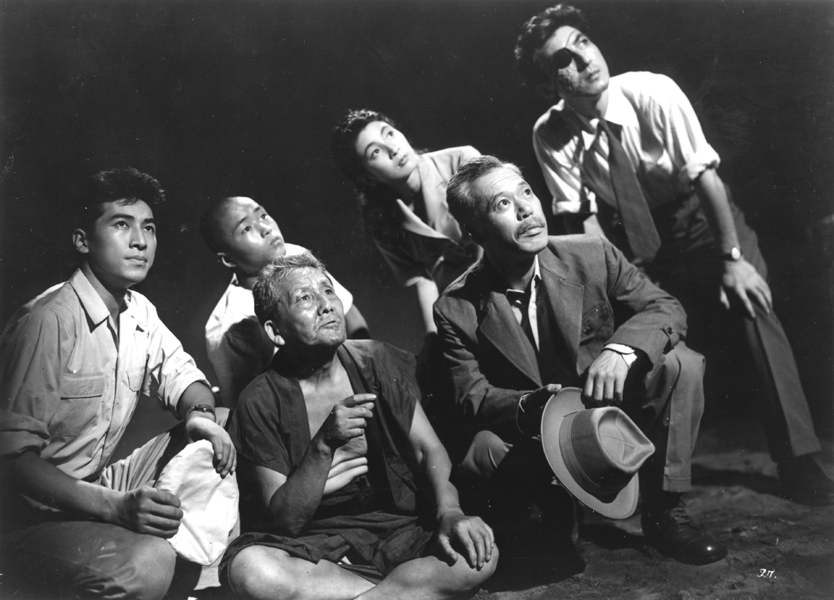
De izquierda a derecha: Hideto Ogata (Akira Takarada), Shinkichi (Toshiaki Suzuki), el anciano de la isla de Odo (Kokuten Kōdō), Emiko Yamane (Momoko Kōchi), Dr. Kyohei Yamane (Takashi Shimura) y el Dr. Daisuke Serizawa (Akihiko Hirata).

| Actor            | Papel                               |
| ---------------- | ----------------------------------- |
| Takashi Shimura  | Dr. Kyōhei Yamane                   |
| Momoko Kōchi     | Emiko Yamane                        |
| Akira Takarada   | Hideto Ogata                        |
| Akihiko Hirata   | Dr. Daisuke Serizawa                |
| Sachio Sakai     | Hagiwara (periodista)               |
| Huyuki Murakami  | Dr Tanabe                           |
| Ren Yamamoto     | Seiji（pescador）                   |
| Toyoaki Suzuki   | Shinkichi (Hermano menor de Seiji） |
| Tsuruko Umano    | Madre de Shinkichi                  |
| Tadashi Okabe    | Asistente del Dr. Tanabe            |
| Toranosuke Ogawa | Presidente de Shipping Company      |
| Kan Hayashi      | Presidente del Edificio de la Dieta |
| Haruo Nakajima   | Godzilla                            |

## Temas
En la película, Godzilla simboliza el holocausto nuclear desde la perspectiva japonesa y desde entonces ha sido identificado culturalmente como una fuerte metáfora de las armas nucleares. El director Ishirō Honda filmó la devastación de Godzilla en Tokio para reflejar los bombardeos atómicos de Hiroshima y Nagasaki y afirmó que «si Godzilla hubiera sido un dinosaurio u otro animal, habría muerto con una sola bola de cañón, pero si fuera igual a una bomba atómica, no sabríamos qué hacer. Así que tomé las características de una bomba atómica y las apliqué a Godzilla».
En marzo de 1954, unos meses antes de la realización de la película, el barco de pesca japonés Daigo Fukuryū Maru (‘Dragón afortunado cinco’), fue alcanzado por una lluvia de lluvia radiactiva procedente de la prueba de la bomba de hidrógeno de quince megatones «Castle Bravo» del ejército estadounidense en el cercano atolón Bikini. La pesca del barco estaba contaminada, lo que generó pánico en Japón sobre la seguridad de comer pescado, y la tripulación enfermó y uno de sus miembros finalmente murió a causa de una enfermedad por radiación. El acontecimiento dio lugar al surgimiento de un gran y duradero movimiento antinuclear que reunió treinta millones de firmas en una petición antinuclear en agosto de 1955 y que finalmente se institucionalizó como el Consejo japonés contra bombas atómicas y de hidrógeno. La escena inicial de Godzilla destruyendo un buque japonés es una referencia directa a estos acontecimientos y tuvo un fuerte impacto en los espectadores japoneses, con el reciente suceso aún fresco en la mente del público.
Los académicos Anne Allison, Thomas Schnellbächer y Steve Ryfle contaron que Godzilla contiene matices políticos y culturales que pueden atribuirse a lo que los japoneses habían experimentado en la Segunda Guerra Mundial y que el público japonés pudo conectarse emocionalmente con el monstruo; teorizaron que los espectadores vieron a Godzilla como una víctima y sintieron que el trasfondo de la criatura les recordaba sus experiencias en la Segunda Guerra Mundial. Los académicos también afirmaron que, como las pruebas de la bomba atómica que despertaron a Godzilla fueron llevadas a cabo por Estados Unidos, la película puede, de alguna manera, considerarse como una forma de culpar a ese país por los problemas y las luchas que experimentó Japón luego de terminada la guerra. También consideraron que la película podría haber servido como un método de afrontamiento cultural para ayudar al pueblo japonés a superar los acontecimientos de la guerra.

## Producción

### Equipo
- Ishirō Honda – director, coescritor
- Eiji Tsuburaya – director de efectos especiales
- Kōji Kajita – asistente de director
- Teruo Maki – gerente de producción
- Choshiro Ishii – iluminación
- Takeo Kita – director de arte jefe
- Satoshi Chuko – director de arte
- Akira Watanabe – director de arte de efectos especiales
- Kuichirō Kishida – iluminación de efectos especiales
- Hiroshi Mukaiyama – Impresion óptica[15]
- Teizō Toshimitsu – constructor del monstruo
- Hisashi Shimonaga – grabación de sonido
- Ichiro Minawa[c] – efectos de sonido y musicales

### Desarrollo
En 1954, Toho planeaba producir A la sombra de la gloria (栄光のかげに Eikō no Kage ni?), una coproducción japonesa-indonesia que habría sido protagonizada por Ryō Ikebe como un exsoldado japonés varado en las Indias Orientales Neerlandesas durante la ocupación japonesa y Yoshiko Yamaguchi como su interés amoroso mitad indonesio. La película iba a ser coproducida con Perfini, filmada en locaciones en Yakarta y a color (la primera vez para una gran producción de Toho) y tenía como objetivo abrir mercados para películas japonesas en el sudeste asiático. Sin embargo, el sentimiento antijaponés en Indonesia ejerció presión política sobre el gobierno para que negara visas a los realizadores japoneses.

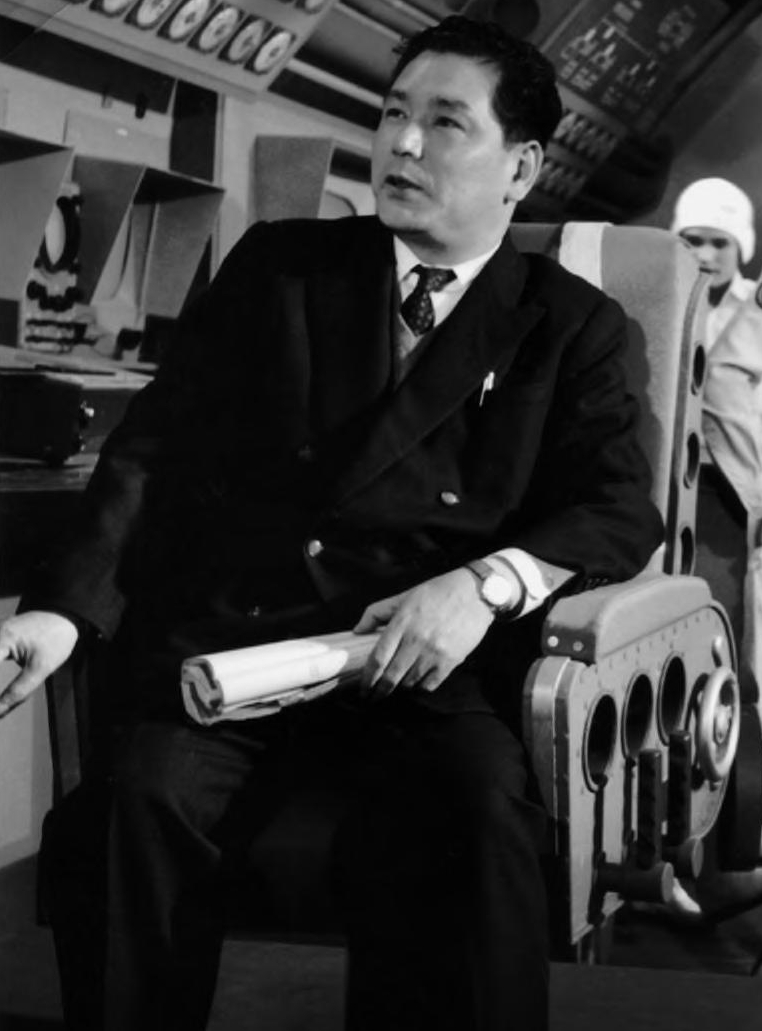
El productor Tomoyuki Tanaka concibió la idea de Godzilla en un vuelo de regreso tras una coproducción fallida en Indonesia.
Tanaka en el set de Battle in Outer Space (1959).

El productor Tomoyuki Tanaka voló a Yakarta para renegociar con el gobierno indonesio, pero no tuvo éxito. En el vuelo de regreso, concibió la idea para un monstruo gigante, inspirado en la película estadounidense The Beast from 20 000 Fathoms (1953) y el incidente del Daigo Fukuryū Maru, ocurrido en marzo de 1954. Tanaka sintió que la película tenía potencial porque los temores nucleares generaban noticias y las películas de monstruos se estaban volviendo populares debido al éxito financiero de The Beast from 20 000 Fathoms y el reestreno de King Kong, el último ganando más dinero que los anteriores lanzamientos.
Durante el viaje, Tanaka escribió un esquema con el título provisional El monstruo gigante de 20 000 millas bajo el mar (海底二万哩から来た大怪獣 Kaitei Niman Mairu kara kita Daikaijū?) y se lo presentó al productor ejecutivo Iwao Mori. Mori aprobó el proyecto a mediados de abril de 1954 después de que el director de efectos especiales Eiji Tsuburaya aceptara realizar los efectos de la película y confirmara que la película era económicamente viable. Mori también sintió que el proyecto era perfecto como vehículo para Tsuburaya y para probar el sistema de guion gráfico que el instituía en ese momento. Mori también aprobó la elección de Tanaka para tener a Ishirō Honda como director y acortó el título de la producción a Proyecto G (G de Gigante) y le dio a la producción el estatus de clasificada, y ordenó a Tanaka minimizar su atención en otras películas y centrarse principalmente en Proyecto G.
Toho quería originalmente a Senkichi Taniguchi como director de la película, ya que originalmente estaba destinado a dirigir A la sombra de la gloria. Sin embargo, Taniguchi rechazó el encargo. Honda no era la primera elección de Toho como director, pero su experiencia durante la guerra lo convirtió en un candidato ideal para los temas antinucleares de la película. Varios otros directores rechazaron el proyecto, pensando que la idea era «estúpida». pero Honda aceptó el encargo por su interés en la ciencia y las «cosas inusuales» y afirmó: «No tuve ningún problema en tomármelo en serio». Fue durante la producción de Godzilla que Honda trabajó con el asistente de director Kōji Kajita por primera vez. Posteriormente, Kajita colaboraría con Honda como su asistente de dirección principal en diecisiete películas a lo largo de diez años. Las películas de ciencia ficción carecían del respeto de los críticos de cine, por lo que Honda, Tanaka y Tsuburaya acordaron representar un ataque de un monstruo como si fuera un evento real, con el tono serio de un documental.

### Guion

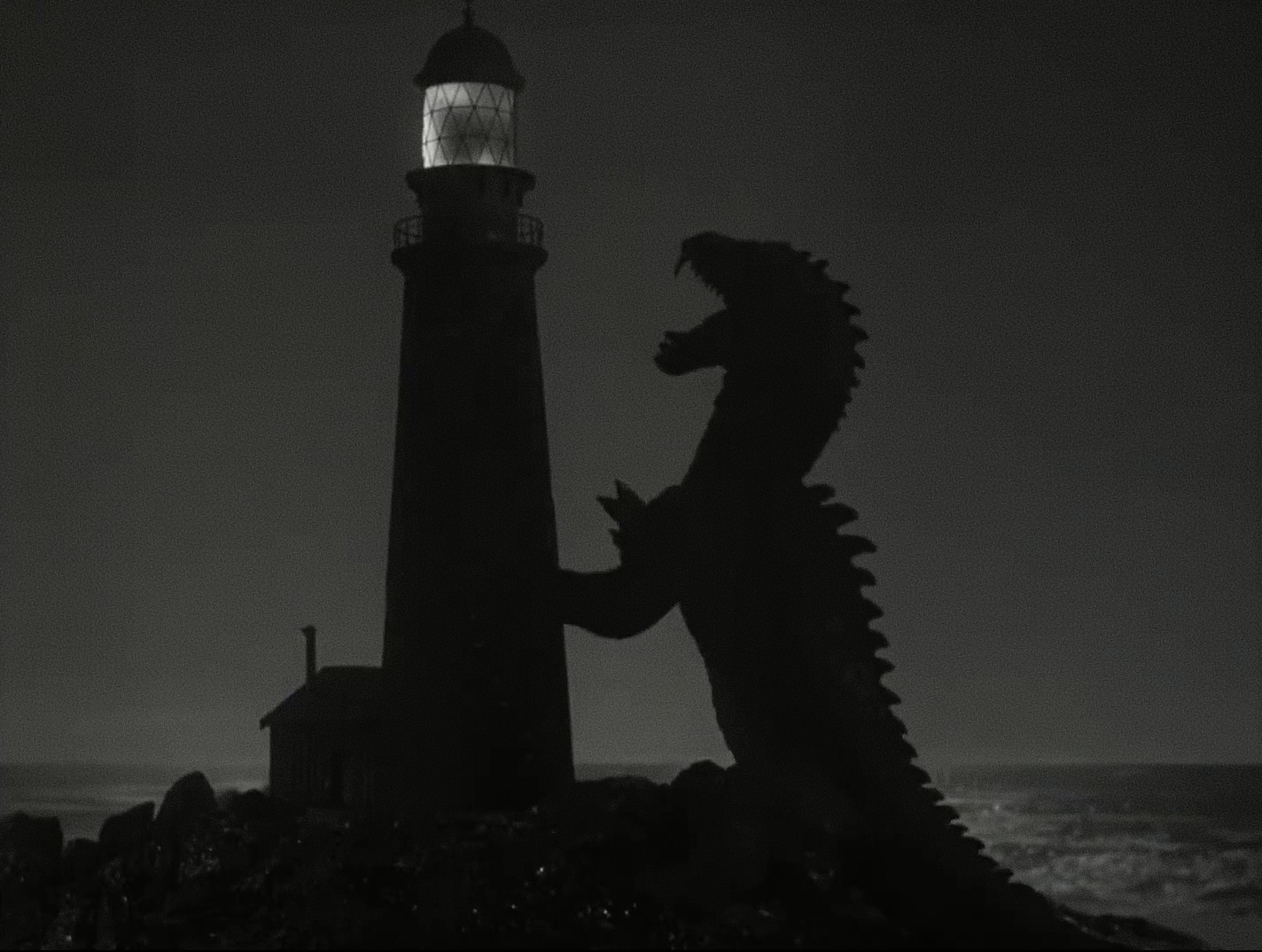
El tratamiento de Kayama tomaba prestada una escena de The Beast from 20000 Fathoms.

Tsuburaya presentó un esquema propio que había escrito tres años antes de Godzilla y trataba sobre un pulpo gigante atacando barcos en el Océano Índico. En mayo de 1954, Tanaka contrató al escritor de ciencia ficción Shigeru Kayama para que escribiera la historia. De solo cincuenta páginas y escrito en once días, el tratamiento de Kayama representó al Dr. Yamane vistiendo gafas oscuras, una capa y viviendo en una casa de estilo europeo de la que salía solo de noche. Godzilla fue retratado como más animal al llegar a la costa para alimentarse de animales, con un interés ostensiblemente parecido al de un gorila en las hembras. La historia de Kayama mostraba menos destrucción y tomaba prestada una escena de The Beast from 20 000 Fathoms al tener a Godzilla atacando un faro. Kayama añadió su propia postura crítica sobre las armas nucleares al abrir el capítulo con una voz en off que detallaba y criticaba las pruebas de la bomba de hidrógeno de 1952 y 1954. A esto le seguía un montaje de tomas que incluían imágenes reales de las consecuencias del Daigo Fukuryū Maru, sus víctimas y la paranoia que siguió. Kayama también readaptó ideas de una historia temprana que había escrito sobre un lagarto gigante que caminaba sobre patas traseras.
Takeo Murata y Honda coescribieron el guion en tres semanas y se confinaron en una posada japonesa en el barrio de Shibuya, Tokio. Sobre la escritura del guion, Murata afirmó: «El director Honda y yo... nos devanamos los sesos para convertir el tratamiento original del Sr. Kayama en una visión completa y funcional». Murata dijo que Tsuburaya y Tanaka también presentaron sus ideas. Tanaka les pidió que no gastaran demasiado dinero, pero Tsuburaya los animó a «hacer lo que sea necesario para que funcione». Murata y Honda rediseñaron personajes y elementos clave añadiendo el triángulo amoroso de Emiko. En la historia de Kayama, Serizawa era descrito simplemente como un colega del Dr. Yamane. La aparición completa de Godzilla iba a ser revelada durante el huracán de la Isla de Odo, pero Honda y Murata también introdujeron los personajes de Hagiwara y el Dr. Tanabe en su borrador, pero el rol de Shinkichi, sustancial en la historia de Kayama, fue eliminado.
Honda suavizó muchas de las críticas políticas de Kayama, especialmente la apertura, porque sintió que era inapropiado el uso del incidente del Daigo Fukuryū Maru y quería representar a Godzilla como un miedo invisible.
Una novela, escrita por Kayama, fue publicada el 25 de octubre de 1954, por Iwaya Shoten como Monstruo Godzilla (怪獣ゴジラ Kaijū Gojira?).

### Diseño de Godzilla
Godzilla fue diseñado por Teizō Toshimitsu y Akira Watanabe bajo la supervisión de Eiji Tsuburaya. Desde el principio, Tanaka contempló que el monstruo tuviera un diseño parecido al de un gorila o una ballena debido al nombre «Gojira», una combinación de las palabras japonesas gorila (ゴリラ gorira?) y ballena (クジラ kujira?), pero finalmente se decidió por un diseño parecido a un dinosaurio. Kazuyoshi Abe fue contratado anteriormente para diseñar a Godzilla, pero sus ideas fueron luego rechazadas porque Godzilla parecía demasiado humanoide y mamífera, con una cabeza con forma de nube de hongo; sin embargo, Abe fue contratado para ayudar a dibujar los storyboards de la película.
Toshimitsu y Watanabe decidieron basar el diseño de Godzilla en dinosaurios y, utilizando libros y revistas de dinosaurios como referencia, combinó elementos de un Tiranosaurio, un Iguanodon y las aletas dorsales de un estegosaurio. A pesar de querer utilizar animación stop motion, Tsuburaya se decidió a regañadientes por usar suitmation. Toshimitsu esculpió tres modelos de arcilla en los que se basaría el traje. Los dos primeros fueron rechazados, pero el tercero fue aprobado por Tsuburaya, Tanaka y Honda.
El disfraz de Godzilla, conocido por los fans como Shodai-Goji («Godzilla de Primera Generación»), fue construido por Kanju Yagi, Yasuei Yagi y Eizo Kaimai, quienes utilizaron palos delgados de bambú y alambre para construir un armazón para el interior del traje y agregaron malla de metal y acolchado sobre él para reforzar su estructura y finalmente aplicaron capas de látex. Además, se aplicaron capas de caucho fundido, seguidas de hendiduras talladas y tiras de látex pegadas sobre la superficie del traje para crear su piel escamosa. Esta primera versión del traje pesaba cien kilos. Para primeros planos, Toshimitsu creó un títere mecánico, operado a mano y a menor escala, que arrojaba chorros de niebla desde su boca para actuar como el aliento atómico de Godzilla.
Haruo Nakajima y Katsumi Tezuka fueron elegidos para interpretar en el disfraz de Godzilla debido a su fuerza y resistencia. En la primera prueba de vestuario, Nakajima se cayó dentro del traje, ya que había sido creado con látex pesado y materiales inflexibles. Esta primera versión del traje fue cortada en dos y utilizada para escenas que requerían solo tomas parciales o primeros planos de Godzilla, con la mitad inferior equipada con tirantes de cuerda para que Nakajima los usara. Para las tomas de cuerpo entero, se creó un segundo traje idéntico, que era más liviano que el primero, pero Nakajima solo pudo permanecer adentro durante tres minutos antes de desmayarse. Nakajima veía solo a través de tres orificios en el cuello del traje, y se llevaba por la intuición cuando no podía ver. Nakajima perdió algo más de nueve kilos durante la producción de la película y continuó actuando como Godzilla y otros monstruos hasta su retiro en 1972. Tezuka filmó escenas en el disfraz de Godzilla, pero su cuerpo mayor le impidió comprometerse por completo con las exigencias físicas que exigía el papel. Como resultado, pocas de sus escenas llegaron a la versión final, ya que muy pocas se consideraron utilizables. Tezuka reemplazó a Nakajima cuando no estaba disponible o necesitaba alivio del rol físicamente exigente.
El nombre de Godzilla fue motivo de consternación para los realizadores. Como el monstruo no tenía nombre, el primer borrador de la película no se llamaba Gojira, sino titulado G, también conocido como Kaihatsu keikaku G («Plan de desarrollo G»), con la «G» del título significa «Gigante». Nakajima confirmó que Toho realizó un concurso para nombrar al monstruo, el cual fue finalmente nombrado como Gojira. Una explicación que se atribuye a la leyenda es que los atributos físicos de un corpulento empleado de Toho Studios lo llevaron a ser apodado Gojira. En un documental de la BBC en 1998, Kimi Honda, la viuda del director, descartó la historia del nombre del empleado como un cuento y declaró que creía que Honda, Tanaka y Tsuburaya habían «pensado mucho» en el nombre del monstruo: «a los muchachos detrás del escenario en Toho les encantaba bromear con historias fantásticas, pero yo no creo en esa». En 2003, un especial de televisión japonesa afirmó haber identificado al corpulento y anónimo empleado de Toho como Shiro Amikura, un actor contratado por Toho de la década de 1950.

### Rodaje

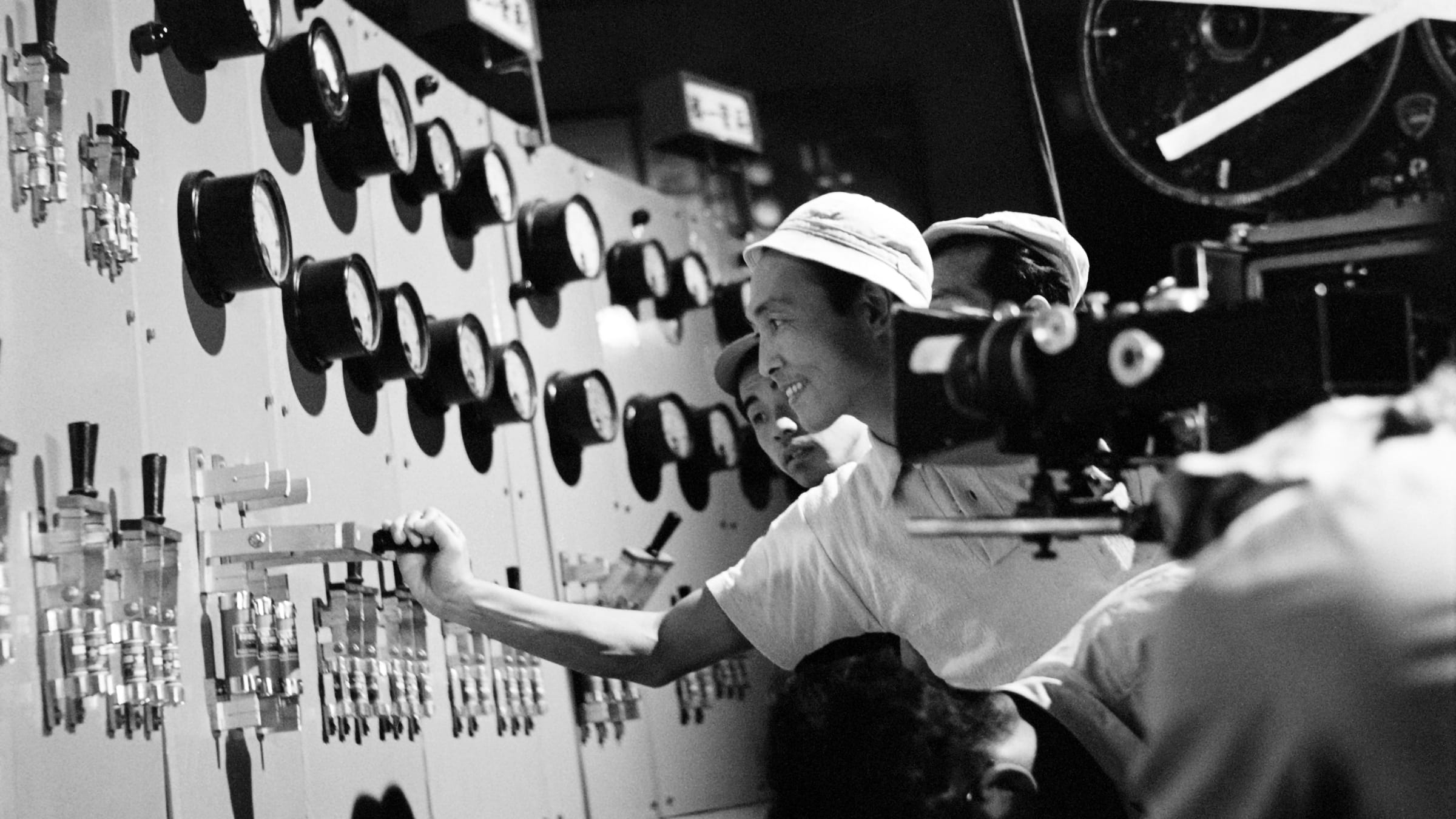
Honda durante el rodaje de una escena.

La producción de Godzilla se anunció el 5 de julio y el rodaje empezó a inicios de agosto con tres unidades: la fotografía principal dirigida por Honda, los efectos especiales a cargo de Tsuburaya y fotografía compuesta, la última supervisada por Hiroshi Mukaiyama. El primer día de rodaje, Honda se dirigió a un equipo de treinta personas para leer el guion y abandonar el proyecto si no se sentían convencidos, ya que quería trabajar sólo con aquellos que tenían confianza en él y en la película. En una entrevista con Yoshimitsu Banno, Honda rememoró: 

De no haber puesto todo nuestro empeño, no habría funcionado. Queríamos que [el monstruo] tuviera las características aterradoras de una bomba atómica. Ese fue nuestro enfoque, sin reserva alguna.

La mayor parte de la película se rodó en los estudios de Toho. El equipo de Honda también filmó en la península de Shima, en la prefectura de Mie, para filmar las escenas de la isla Odo, donde utilizaron cincuenta extras de Toho y el equipo de Honda estableció su base en la ciudad de Toba.

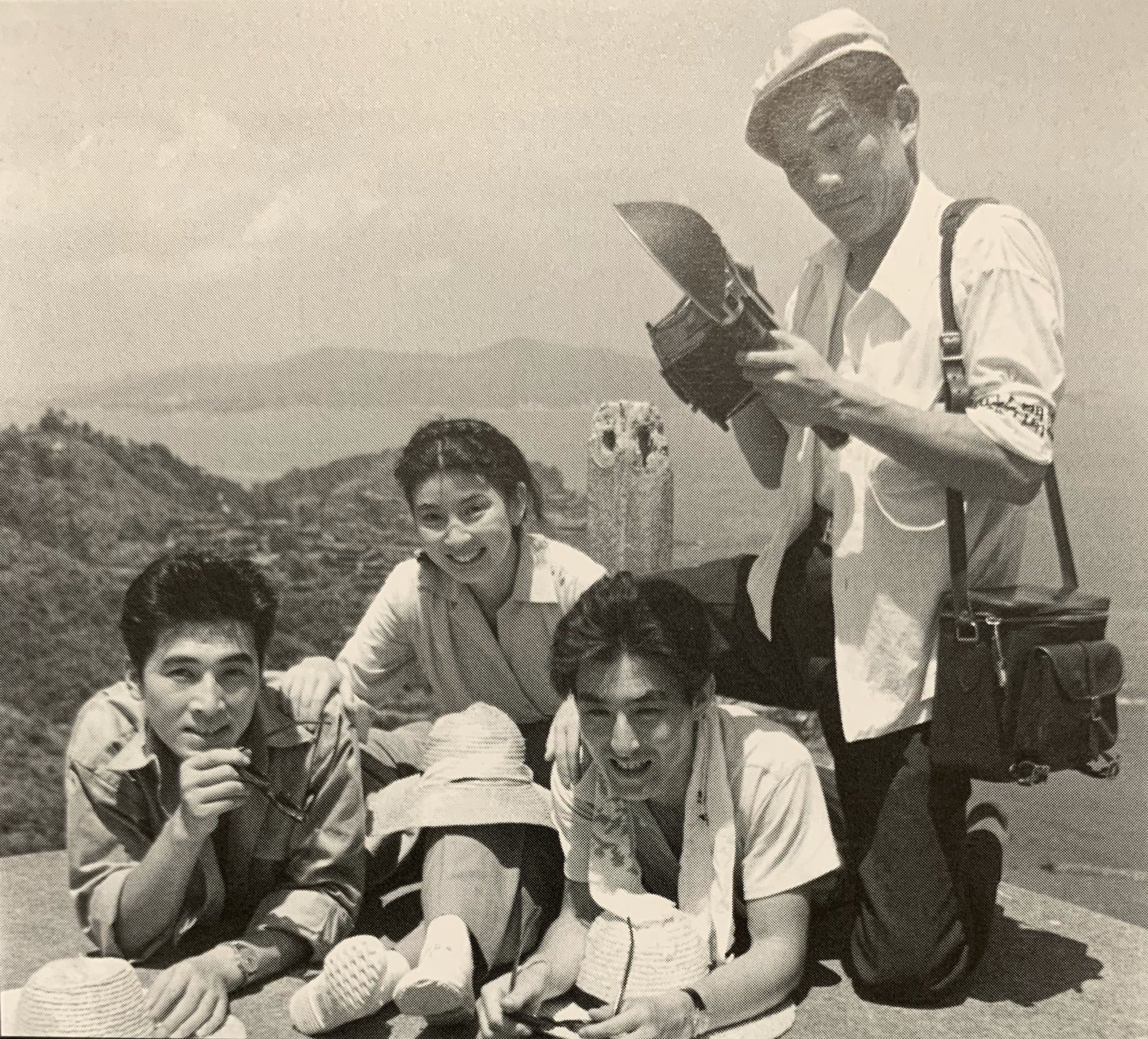
Akira Takarada, Momoko Kochi, Akihiko Hirata y Sachio Sakai durante el rodaje en exteriores.

También se usaron aldeanos locales como extras para las escenas de la isla de Odo. La escena de la danza ritual se filmó en la prefectura de Mie, con aldeanos locales actuando como bailarines. El elenco y el equipo viajaban todas las mañanas en barco a Toba, donde trabajaban bajo temperaturas climáticas adversas. Honda trabajaba sin camisa y sufrió una quemadura solar en la espalda que le dejó cicatrices permanentes. Se dice que Masaaki Tachibana, quien interpreta al anunciador en la torre de acero, se pintó la cara con aceite de oliva para aparentar la expresión que sudó por el miedo.
Toho había negociado con las Fuerzas de Autodefensa de Japón (FADJ) para filmar escenas que requerían la presencia militar, y filmaron prácticas de tiro y simulacros para la película. Para la escena del envío del convoy, el equipo de Honda siguió un convoy de vehículos de la FADJ. Dos mil chicas de una escuela secundaria femenina fueron utilizadas para la escena del coro por la paz. Los realizadores tuvieron poca cooperación por parte de la FADJ y tuvieron que recurrir a material de archivo de la Segunda Guerra Mundial, proporcionado por el ejército japonés, para ciertas escenas. El material de archivo se obtuvo de copias en 16 mm. El equipo de Honda pasó 51 días rodando la película.

### Efectos especiales

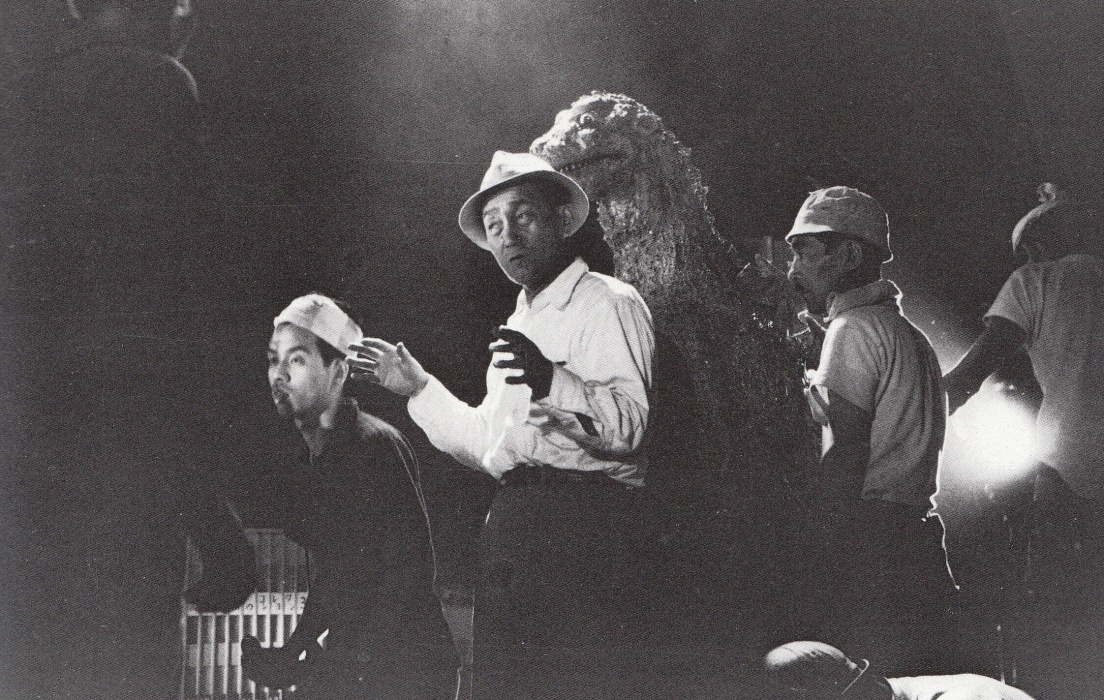
Tsuburaya dirigiendo a su equipo de efectos especiales en el set de Godzilla.

Los efectos especiales de la película fueron dirigidos por Eiji Tsuburaya. Para que el metraje de efectos se sincronizara con el metraje de acción en vivo, Honda y Tsuburaya desarrollarían planes al comienzo del desarrollo y se reunirían brevemente antes del día de rodaje. Kajita llevaría a Tsuburaya al set de Honda para que observara cómo se estaba filmando una escena y dónde se colocaban los actores. Kajita también acompañó a Honda al set de efectos para observar cómo Tsuburaya filmaba ciertos efectos. Honda editaba el metraje de acción en vivo y dejó leaders en blanco para que Tsuburaya insertara el metraje de efectos. A menudo, Honda tuvo que cortar cierto metraje de efectos especiales. Tsuburaya desaprobó estas decisiones porque los cortes de Honda no coincidían con los efectos; sin embargo, Honda tenía la última palabra en esos asuntos.
Tsuburaya quería utilizar stop motion para los efectos especiales de la película, pero se dio cuenta de que habría llevado siete años completarlo teniendo en cuenta el personal y la infraestructura actual en Toho. Al decidirse por el suitmation y los efectos en miniatura, Tsuburaya y su equipo exploraron los lugares que debía destruir Godzilla y casi fueron arrestados después de que un guardia de seguridad escuchó sus planes de destrucción, pero fueron liberados tras mostrar a la policía sus tarjetas de presentación de Toho. Kintaro Makino, el jefe de construcción de miniaturas, recibió de Akira Watanabe los planos para las miniaturas y asignó entre treinta a cuarenta trabajadores del departamento de carpintería para construirlas, lo que llevó un mes para construir la versión reducida de Ginza. La mayoría de las miniaturas se construyeron a escala 1:25, pero el edificio de la Dieta se redujo a una escala 1:33 para que pareciera más pequeño que Godzilla. Resultó demasiado costoso utilizar stop motion de forma extensiva a lo largo de la película, pero el resultado final incluyó una escena stop motion de la cola de Godzilla destruyendo el edificio del Teatro Nichigeki.
La estructura de los edificios estaba formada por finas tablas de madera reforzadas con una mezcla de yeso y tiza blanca. Se instalaron explosivos dentro de miniaturas que debían ser destruidas por el aliento atómico de Godzilla. Algunos fueron rociados con gasolina para que ardieran más fácilmente; a otros les hicieron pequeñas grietas para que se desmoronaran con facilidad. Las torres de alta tensión estaban hechas de cera blanca que se derretían con las luces cálidas. Para las aletas dorsales brillantes de Godzilla se utilizaron técnicas de animación óptica con cientos de cels, los cuales fueron dibujados cuadro por cuadro. Haruo Nakajima transpiraba tanto dentro del traje que los hermanos Yagi tenían que secar el forro de algodón todas las mañanas y, a veces, volver a forrar el interior del traje y reparar los daños.
Las olas del tifón fueron creadas por tramoyistas que volcaron barriles de agua en un tanque donde se construyó la costa en miniatura de la isla Odo. Para las escenas de la isla Odo, filmadas en su mayoría cerca de campos de arroz, se utilizaron tomas con composición múltiple. Toho contrató en masa a empleados a tiempo parcial para trabajar en los efectos ópticos de la película. La mitad de los cuatrocientos empleados contratados eran mayormente trabajadores a tiempo parcial con poca o ninguna experiencia. Una versión temprana de la revelación completa de Godzilla, hecha con una marioneta que mostraba a Godzilla devorando una vaca. Sadamasa Arikawa pensó que la escena era demasiado grotesca y convenció a Tsuburaya para que la volviera a filmar. Se utilizaron efectos ópticos para las huellas de Godzilla en la playa pintándolas sobre vidrio e insertándolas en un área del metraje de acción en vivo. La fotografía de efectos especiales duró 71 días.

## Música y efectos de sonido
La banda sonora fue compuesta por Akira Ifukube. Tras reunirse con Tomoyuki Tanaka, Eiji Tsuburaya e Ishirō Honda, Ifukube aceptó con entusiasmo el trabajo. Al enterarse de que el personaje principal era un monstruo, Ifukube dijo: «No pude quedarme quieto cuando escuché que en esta película el personaje principal era un reptil que arrasaría la ciudad». A Ifukube no le mostraron la película final y sólo tuvo una semana para componer su música. Durante ese tiempo, sólo le mostraron una maqueta de Godzilla y el guion. Tsuburaya le mostró brevemente a Ifukube algo del metraje pero sin los efectos, y Tsuburaya intentó describir cómo se desarrollaría la escena. Ifukube rememoró: «Estaba muy confundido. Así que traté de hacer música que te recordara algo enorme». Ifukube utilizó instrumentos de cuerda y de viento de tono bajo.
Fue idea de Honda hacer el rugido de Godzilla, a pesar del hecho de que los reptiles no tienen cuerdas vocales. Originalmente se les encargó a Shimonaga y Minawa crear el rugido, pero Ifukube se involucró después de interesarse en la creación de efectos de sonido. Ifukube y Honda discutieron qué tipo de sonidos se iban a utilizar en determinadas escenas y otros detalles relacionados con los sonidos. Minawa fue al zoológico y grabó varios rugidos de animales y los reprodujo a ciertas velocidades. Sin embargo, los sonidos resultaron insatisfactorios y no se utilizaron. Ifukube tomó prestado un contrabajo del departamento de música de la Universidad de Arte de Japón y creó el rugido de Godzilla aflojando las cuerdas y frotándolas con un guante de cuero. El sonido se grabó y se reprodujo a una velocidad reducida, lo que logró el efecto del rugido utilizado en la película. La técnica sería adoptada por Toho como método estándar para crear rugidos de monstruos en los años siguientes.
Existen informes contradictorios sobre cómo se crearon los sonidos de las pisadas de Godzilla. Una de las afirmaciones es que se crearon con una cuerda anudada que golpeaba un timbal que se grabó y procesó a través de una caja de eco. Algunos textos japoneses afirman que las pisadas se originaron a partir de una explosión con el final cortado y procesado a través de una unidad de reverberación electrónica. Sin embargo, Ifukube contó a Cult Movies que las pisadas se crearon utilizando un amplificador primitivo que producía un fuerte aplauso al ser golpeado. El equipo de grabación óptica contenía cuatro pistas de audio: una para el diálogo principal, otra para el parloteo de fondo, los ruidos ambientales, los tanques, los aviones y otra para los rugidos y los pasos. Se utilizó una pista de audio independiente para evitar que se filtrara sobre el resto del audio.
La música y efectos de sonido de la devastación de Godzilla se grabaron simultáneamente en vivo. Mientras Ifukube dirigía la orquesta filarmónica de NHK, un artista de Foley observaba el metraje proyectado en una pantalla y utilizó hojalata, restos de hormigón, madera y otros equipos para simular sonidos que se sincronizarían con el metraje. Se necesitaría una nueva toma si el artista de efectos de sonido hubiese perdido una pauta. Muchos de los temas y motivos de Ifukube asociados con Godzilla se introdujeron en la película, como la Marcha, el Tema de Horror y el Réquiem. La »Marcha de las Fuerzas de Autodefensa» se había convertido en sinónimo de Godzilla que Ifukube se refiriría a ella como el «tema de Godzilla». Ifukube considera que su música para la película es su mejor banda sonora.

### Banda sonora
La banda sonora de Akira Ifukube fue lanzada 3 veces durante 13 años. La primera grabación se lanzó por Futureland Toshiba en 1993, y contuvo casi la banda sonora completa de la película, faltando solamente una breve señal de la fuente usada para la escena del barco de placer.[cita requerida] La lista de pistas es la siguiente:

| Godzilla [Futureland/Toshiba EMI Japan] |                                          |          |  |
| N.º                                     | Título                                   | Duración |  |
| 1.                                      | «Comienzo de la película»                | 1:32     |  |
| 2.                                      | «Pasos (SFX)»                            | 2:10     |  |
| 3.                                      | «El hundimiento del Eiko-Maru»           | 1:08     |  |
| 4.                                      | «El hundimiento del Bingo-Maru»          | 0:22     |  |
| 5.                                      | «Inquietud en la Isla Odo»               | 0:49     |  |
| 6.                                      | «Rituales de la Isla Odo» (Source Music) | 1:21     |  |
| 7.                                      | «La Tormenta en la Isla Odo»             | 1:57     |  |
| 8.                                      | «Tema de la Isla Odo»                    | 0:34     |  |
| 9.                                      | «Marcha de la fragata I»                 | 0:41     |  |
| 10.                                     | «Horror del Tanque Acuático»             | 0:42     |  |
| 11.                                     | «Godzilla va a tierra»                   | 1:54     |  |
| 12.                                     | «Furia de Godzilla»                      | 2:26     |  |
| 13.                                     | «Difusión mortífera»                     | 1:16     |  |
| 14.                                     | «Godzilla va a la Bahía de Tokio.»       | 1:28     |  |
| 15.                                     | «¡Godzilla ataca!»                       | 1:27     |  |
| 16.                                     | «Tokio devastado» (Contains SFX)         | 2:16     |  |
| 17.                                     | «El Destructor de Oxígeno»               | 3:13     |  |
| 18.                                     | «Rezo por la Paz»                        | 3:03     |  |
| 19.                                     | «Marcha de la fragata II»                | 0:20     |  |
| 20.                                     | «Godzilla Bajo el Océano»                | 6:20     |  |
| 21.                                     | «Final»                                  | 1:41     |  |
| 36:50                                   |                                          |          |  |

## Lanzamiento

### Marketing

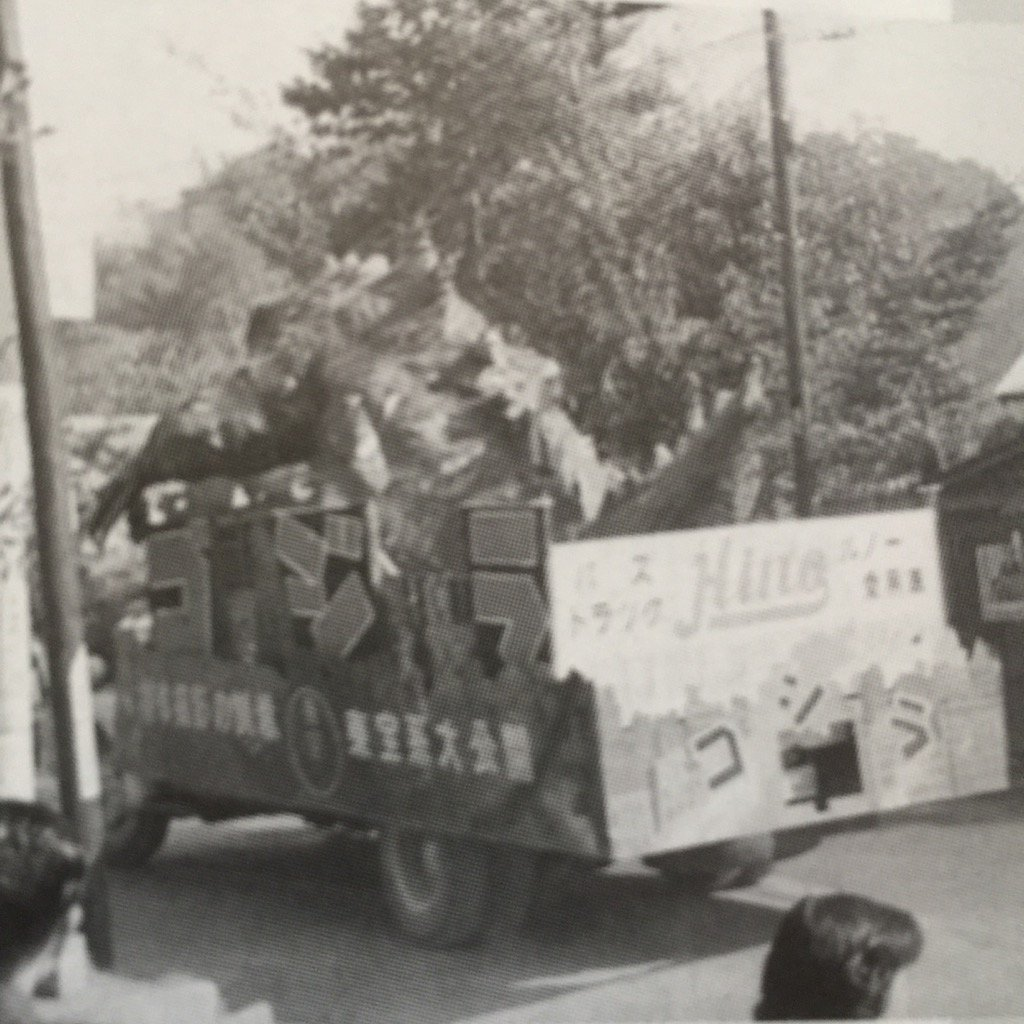
Camión promocional de la película.

Durante la producción, Mori ideó estrategias promocionales para generar interés público, como una obra de radio, Monster Godzilla (怪獣ゴジラ Kaijū Gojira?); se produjeron 11 episodios basados en el guion y se emitieron los sábados en la cadena de radio NHK del 17 de julio al 25 de septiembre de 1954. En un intento de crear misterio, Mori prohibió a los periodistas ingresar al set y mantuvo en secreto las técnicas de efectos especiales y otros procesos detrás de escena. La actuación de Nakajima con el traje de Godzilla no sería revelada hasta la década de 1960, sin embargo, su imagen fue muy publicitada: su imagen fue añadida a la papelería de la empresa, se exhibieron fotografías recortadas y carteles en teatros y tiendas, y se enviaron globos publicitarios de gran tamaño a las principales ciudades japonesas, y se montó una muñeca en un camión que se la condujo por Tokio. El tráiler de la película se estrenó en los cines el 20 de octubre de 1954.

### Estreno
Godzilla se estrenó primero en Nagoya el 27 de octubre de 1954, y se estrenó en todo el país el 3 de noviembre de 1954. En el momento de su estreno, la película estableció un nuevo récord para cualquier película de Toho en su día de estreno, al vender 33 000 entradas en los cines Toho de Tokio y agotar las entradas en el cine Nichigeki. Como resultado, el director ejecutivo de Toho llamó personalmente a Honda para felicitarlo. La esposa de Honda, Kimi, comentó: «Ese tipo de cosas no suelen ocurrir».
Durante su presentación inicial en los cines japoneses, la película estableció un récord de apertura con la mayor cantidad de ventas de entradas el primer día en Tokio, antes de vender 9.69 millones de entradas; fue la octava película con mayor asistencia en Japón ese año. La película recaudó ¥183 millones (casi $510 000) en alquileres de distribuidores durante su exhibición inicial, con ingresos brutos totales de $2.25 millones. Ajustando a la inflación, la recaudación original de la película en Japón en 1954 fue equivalente a ¥13 700 millones en 1998.
Desde 1955 hasta la década de 1960, fue proyectada en cines estadounidenses dirigidos a japoneses estadounidenses de barrios predominantemente japoneses. A mediados de 1982, una versión subtitulada en inglés se mostró en festivales de cine y cines independientes de Nueva York, Chicago y otras ciudades de Estados Unidos, incluyendo el Film Center de la escuela del Instituto de Arte de Chicago, donde se proyectó a finales de agosto de ese año. Más tarde ese mismo año, la película se volvió a estrenar en cines en Japón el 21 de noviembre, para conmemorar el 50 aniversario de Toho. Desde su estreno, la película de 1954 no estuvo disponible oficialmente en los Estados Unidos hasta 2004, cuando la distribuidora neoyorquina Rialto Pictures reestrenó la versión original en conmemoración a su 50 aniversario. En 2014, Rialto volvería a reestrenar a nivel nacional Godzilla bajo el título Godzilla: The Japanese Original para no confundir con el reboot de ese mismo año. Dichos reestrenos de 2004 y 2014 recaudaron $412 520 y $150 191 respectivamente.

### Versión estadounidense
Una versión modificada de la película, titulada Godzilla, King of the Monsters! (en inglés: Godzilla, el rey de los monstruos) se estrenó en Estados Unidos y en todo el mundo el 27 de abril de 1956. Dicha versión recortó la película original a ochenta minutos y mostraba escenas filmadas por Terry O. Morse con el actor canadiense Raymond Burr interactuando con dobles de cuerpo mezcladas con metraje de Honda para que pareciera como si fuera parte de la producción japonesa original. Muchos de los temas políticos de la película fueron recortados o eliminados por completo. Fue esta versión del Godzilla original la que introdujo el personaje y la franquicia al público de todo el mundo y la única versión a la que los críticos y académicos tuvieron acceso hasta 2004, cuando la película de 1954 se estrenó en cines selectos de América del Norte. Godzilla, King of the Monsters! recaudó $2 millones en su recorrido inicial, más de lo que recaudó la película de 1954 en Japón.
Pese a ser acreditado como codirector junto a Morse, Honda desconocía la existencia de esta versión hasta que Toho la estrenó en Japón con el título Kaijū Ō Gojira (Rey monstruo Godzilla) en mayo de 1957. Toho convirtió toda la película de su formato original a uno panorámico de 2.35:1, lo que resultó en un recorte incómodo para toda la película. Se dieron subtítulos en japonés a los actores japoneses debido a que el diálogo original difería mucho del guion original y había sido doblado al inglés. Desde el estreno de la película, Toho adoptó el epíteto «Rey de los monstruos» para Godzilla, que desde entonces apareció en materiales oficiales de marketing, publicidad y promoción.

### Otras versiones
Un corte de 84 minutos de la versión japonesa se estrenó en cines en Alemania Occidental el 10 de abril de 1956. Dicha versión omite el debate en el edificio de la Dieta, el reconocimiento de Godzilla como un «hijo de la bomba de hidrogeno», referencias a Hiroshima y Nagasaki, y una traducción alterada de la madre sosteniendo a sus hijos.
En 1977, el realizador italiano Luigi Cozzi estrenó una versión modificada de la estadounidense que había adquirido de Toho. Debido a que los distribuidores rechazaban proyectar películas en blanco y negro y con duración menor a noventa minutos, Cozzi colorizó la película cuadro por cuadro usando fotografía en gel stop motion, añadió una banda sonora electrónica de ocho canales similar al Sensurround e incorporó escenas recicladas de otras películas y metraje real de muerte y destrucción para darle «una mirada actual y más violenta», aumentando así la duración del filme a ciento cinco minutos.

## Recepción

### En Japón
Antes de su estreno, los escépticos predecian que la película sería un fracaso. En el momento de su estreno, las críticas japonesas fueron mixtas. Los críticos japoneses acusaron a la película de explotar la devastación generalizada que había sufrido el país en la Segunda Guerra Mundial, así como el incidente del Daigo Fukuryū Maru ocurrido unos meses antes de que comenzara el rodaje. Ishiro Honda lamentaría años después en el Tokyo Journal, «Lo calificaron de basura grotesca y dijeron que parecía algo que uno escupe. ¡Sentí pena por mi equipo porque habían trabajado muy duro!».
Otros dijeron que representar un organismo que respiraba fuego era extraño. Honda también creía que los críticos japoneses comenzaron a cambiar de opinión después de las buenas críticas que recibió la película en Estados Unidos:

Los primeros críticos en apreciar Godzilla fueron aquellos en EE. UU. Cuando Godzilla se estrenó ahi como Godzilla, King of the Monsters! en 1956, los críticos dijeron cosas como: «Para empezar, esta película describe francamente los horrores de la bomba atómica», y estas evaluaciones comenzaron a tener un impacto en los críticos en Japón y han cambiado sus opiniones a lo largo de los años.

Con el paso del tiempo, la película ganó más respeto en su país de origen. En 1984, la revista Kinema Junpo colocó a Godzilla como una de las veinte mejores películas japonesas de todos los tiempos, y una encuesta a 370 críticos de cine japoneses publicada en Nihon Eiga Besuto 150 (150 mejores películas japonesas), clasificó a Godzilla como la 27.ª mejor película japonesa realizada. La película fue nominada a dos premios de la Asociación de Cine Japonesa; uno por mejores efectos especiales y otro a la mejor película. Ganó el de efectos especiales, pero perdió mejor película ante Los siete samuráis de Akira Kurosawa. Posteriormente, Kurosawa incluyó la película en su lista de cien películas favoritas.

### Internacional
El relanzamiento de Godzilla en 2004 fue muy elogiado por los críticos, pocos de los cuales habían visto la película en su forma original sin Raymond Burr. En el sitio Rotten Tomatoes su grado de aprobación está actualmente en un 94% (y un 89% entre la «crema de la cosecha»).
En Entertainment Weekly, Owen Glieberman, que dio a película una calificación de «A», escribió:

Godzilla, una bestia antigua emergida de las profundidades del océano e irradiado por las pruebas japonesas de la bomba H, reduce a Tokio a una pila de cenizas. Y sin embargo, como King Kong, parece ser menos incomprensible a medida que ataca. Los personajes hablan de él no como enemigo sino como una fuerza del destino, un dios. El subtexto ineludible es que Japón, de algun manera extraña, se merece este infierno. Godzilla es el símbolo pop más magnífico del apocalipsis nuclear, pero también el espíritu primordial de la agresividad japonesa que se ha dado vuelta contra sí misma.

En el Dallas Observer, Lucas Y. Thompson escribió:

Mucha gente probablemente se sorprenda por lo que van a ver. La versión japonesa de 1954 se filmó como un film noir clásico, y la inevitable destrucción de Tokio es considerada lenta para los estándares de hoy. Los ecos de la Segunda Guerra Mundial son muy fuertes, y la devastación llevada a cabo por Gojira (interpretado por Haruo Nakajima) no es nada dulce; es un inquietante espejo de Hiroshima y Nagasaki, y las muertes y lesiones nos lo recuerdan. El propio monstruo no se revela completamente durante un largo rato, y aun cuando finalmente se lo muestra, es un malévolo depredador negro de piel reluciente, que permanece en las sombras, y es mucho más temible que el monstruo verde-pelado de caja de galletitas que se mostró en las variadas secuelas, junto con invasores extraterrestres vestidos con feos leotardos.

Una de las pocas opiniones negativas fue escrita por Roger Ebert en el Chicago Sun-Times. Ebert admitió que la película era «importante» y «si se la decodifica correctamente, era el Fahrenheit 9/11 de su tiempo», pero él también dice:

En estos días de efectos especiales sin defectos, Godzilla y la ciudad que él destruye se ven igualmente crudos. Por momentos, Godzilla parece lo que era: un misterioso actor vestido de lagarto, pateando maquetas de cartulina. Otras escenas lo muestran como un modelo animatrónico relleno y torpe. Esto no era avanzado ni siquiera en ese entonces; el King Kong de 1933 era mucho más convincente. Cuando el Dr. Serizawa le muestra el Destructor de Oxígeno a la novia de su hijo, la superarma se ve de alguna manera como anticlímax. El científico deja caer una gota en una pecera con peces tropicales, la pecera se enciende, él grita: «¡Retrocede!», la chica grita y todos los peces quedan panza arriba. Ah, sí, eso va a destruir a Godzilla...!

## Formato doméstico

### Japón
En 1985, Toho lanzó la versión japonesa de Godzilla en LaserDisc en Japón, a esto le siguió un lanzamiento en VHS en 1988. Toho lanzó la película en DVD en 2001 y en Blu-ray en 2009. En 2008, Toho remasterizó la película en alta definición y la estrenó en el Nihon Eiga Senmon Channeru (日本映画専門チャンネル?)  «Canal de cine japonés», especializado en películas japonesas, junto con el resto de películas de Godzilla que también fueron remasterizadas en HD.
En marzo de 2021, Toho estrenó un remaster en 4K en el Nippon Classic Movie Channel, junto a otras siete películas de Godzilla también remasterizadas en 4K. El remaster, que usa dos copias de negativos duplicados hechos en la década de 1970 y una interpositivo de grano fino (los mejores elementos restantes), se redujo a 2K para su transmisión y se lanzó en Blu-ray 4K en octubre de 2023.

### Internacional
La versión estadounidense fue lanzada en VHS y DVD por Simitar Entertainment en 1998 y Classic Media en 2002. En 2005, el British Film Institute lanzó para Reino Unido la versión japonesa en un DVD que incluye la pista mono original y contenido extra como documentales y audiocomentario de los historiadores de cine Steve Ryfle, Ed Godziszewski y Keith Aiken.
En 2006, Classic Media lanzó la versión japonesa y estadounidense en una edición DVD de dos discos para Estados Unidos y Canadá. Este lanzamiento, que además incluye dos documentales, avances y comentarios de audio para ambas películas de Ryfle y Godziszewski (separados de los comentarios de BFI), también restaura los créditos finales originales de la película estadounidense, que hasta entonces se creían perdidos. En 2009, Classic Media lanzó un Blu-ray que incluye el mismo contenido adicional de su previo lanzamiento en DVD, excluyendo la versión estadounidense.
En España, la versión estadounidense fue lanzada en DVD por L’Atelier 13 en 2007. Dicha edición incluye subtítulos en castellano y francés, el episodio «Sneak Attack» de la serie Tales of Tomorrow (1951), el documental A Tale of Two Cities (1946), el tráiler, filmografías y un libreto ilustrado de quince páginas detallando la realización del filme. En 2015, Llamentol lanzaría la versión japonesa en Blu-ray con dos pistas de audio, la pista japonesa sin restaurar y un doblaje en castellano, pero sin material extra.
En 2012, The Criterion Collection lanzó una «nueva restauración digital de alta definición» de Godzilla en Blu-ray y DVD. Dicho lanzamiento, que usa una copia de 1983 obtenida de uno de los negativos duplicados, incluye un remaster en HD de la versión estadounidense Godzilla, King of the Monsters! , así como otro material extra como entrevistas a Akira Ikufube, Akira Takarada, Haruo Nakajima, al crítico de cine japonés Tadao Sato y a los técnicos de efectos Yoshio Irie y Eizo Kaimai, además de audiocomentarios para ambas versiones del historiador de cine David Kalat. En 2019, Criterion incluyó a la película y su versión estadounidense en el box set Godzilla: The Showa Era Films, que incluía las 15 películas de la era Shōwa de la franquicia. En 2024, Criterion anunció un lanzamiento en Blu-ray 4K para noviembre de ese año.

## Legado
Desde su estreno, Godzilla ha sido considerada como una de las mejores películas de monstruos gigantes que se han realizado, y el crítico Allen Perkins calificó la película como «no sólo una película clásica de monstruos, sino también un logro cinematográfico importante». En 2010, la película ocupó el puesto número 31 en la lista de las «cien mejores películas del cine mundial» de la revista Empire. En 2013, la revista Rolling Stone la situó en el puesto número 1 de su lista de las «Mejores películas de monstruos de todos los tiempos». En 2015, Variety incluyó la película entre su lista de las «diez mejores películas de monstruos de todos los tiempos». En 2017, la Visual Effects Society agregó la película de 1954 entre su lista de las setenta películas más influyentes en efectos visuales de todos los tiempos. En 2019, Slant Magazine la clasificó como la décima mejor película de ciencia ficción jamás producida y Time Out Film clasificó la película en el puesto número 9 en su lista de las «cincuenta mejores películas de monstruos».
La película generó una franquicia multimedia que consta de 36 películas en total, videojuegos, libros, cómics, juguetes y otros medios. La franquicia Godzilla ha sido reconocida por el Guinness World Records como la franquicia cinematográfica de mayor duración de la historia. Desde su debut, Godzilla se convirtió en un icono de la cultura pop internacional, inspirando innumerables imitaciones, parodias y homenajes. A la película de 1954 y a su director de efectos especiales Eiji Tsuburaya se les atribuye en gran medida el establecimiento del modelo para el tokusatsu, una técnica de realización de películas de efectos especiales prácticos que se volvería esencial en la industria cinematográfica de Japón después del estreno de Godzilla. El crítico y erudito Ryusuke Hikawa dijo:

Disney creó el modelo para la animación estadounidense. De la misma manera, (el estudio de efectos especiales) Tsuburaya creó el modelo para la industria cinematográfica japonesa. Fue su uso de enfoques baratos pero artesanales para la realización de películas lo que hizo que el tokusatsu fuera único.

Tsuburaya volvería a usar metraje de Godzilla para el primer episodio de su serie Kaiju Booska (1966-1967).
Steven Spielberg citó a Godzilla como una inspiración para Parque Jurásico, específicamente la adaptación estadounidense de 1956 Godzilla, King of the Monsters!, con la que creció viendo. Jason Notte del HuffPost atribuyó a Godzilla, King of the Monsters! el mérito de abrir las películas extranjeras a un público occidental más amplio y la declaró «la película extranjera más importante de la historia estadounidense».